# 東莨菪鹼
東莨菪鹼（INN：hyoscine，USAN：scopolamine），是一種莨菪烷生物鹼藥物，化学式为C17H21NO4，具有毒蕈鹼受體拮抗劑作用。東莨菪鹼通過在毒蕈鹼乙酰膽鹼受體，充當競爭性拮抗劑發揮其效用；因而它被分類為抗膽鹼藥物、抗毒蕈鹼藥物。是與毒蕈鹼受體抗化劑作用下人工製造的莨菪烷類生物鹼的藥物。藥品主要來源來自茄科植物天仙子(莨菪)、曼陀羅等。
东莨菪碱曾被用作犯罪，其粉末有「魔鬼气息」（Devil's Breath）別稱。在大众媒体和电视中，它被描述为一种洗脑或控制人们使其受骗的药剂；这些说法是否属实存在争议，且尚未验证粉末形式是否能够引起暗示状态。事實上，因其作为乙酰胆碱抑制剂的性質，在非常小劑量施作上，可作為合法醫療應用；例如治療暈車的耳後貼劑、手术后的恶心、肠易激综合征、胃腸痙攣、腎或膽道痙攣以及手術前給藥以減少呼吸道分泌物。

## 外部連結
- 東莨菪堿 Scopolamine （页面存档备份，存于） 中草藥化學圖像數據庫 (香港浸會大學中醫藥學院) （中文）（英文）